# مردی در آتش
مردی در آتش فیلمی به کارگردانی و نویسندگی نادر قانع محصول سال ۱۳۵۵ است.

## خلاصه داستان
شکوه رئیس کارگاهی است که با دخترش و همسر دومش پروین زندگی می‌کند...

## بازیگران
- منوچهر قانع
- همایون
- نوری کسرایی
- سارا
- منوچهر اخضرپور
- یدالله محمدی‌نژاد
- مهری ودادیان
- نوری فرد
- پریدخت اقبالپور
- احمدزاده
- فیضی
- صمد صباحی
- ولی زاده
- رضا صفایی پور
- اسداله یکتا
- محسن آراسته
- حسین صفاریان
- گلشن پور
- رضا ذوالفقاری
- رضا راد